# Urban Legend (película)
Urban Legend es una película de terror de 1998 protagonizada por Jared Leto, Alicia Witt, Rebecca Gayheart, Robert Englund, Tara Reid y Joshua Jackson; dirigida por Jamie Blanks y escrita por Silvio Horta. Fue estrenada el 25 de septiembre de 1998, la historia se basa en la premisa sobre un asesino que utiliza métodos descritas en algunas leyendas urbanas como medio para matar a sus víctimas.
La película fue seguida por tres secuelas: Urban Legends: Final Cut, estrenada en los cines en el año 2000, Urban Legends: Bloody Mary, lanzada directamente en vídeo a mediados de 2005 y Urban Legends: Ghosts of Goldfield, lanzada directamente a DVD en 2007 y luego se produciría una quinta entrega la cual fue cancelada.

## Sinopsis
Una noche oscura y tormentosa, una estudiante universitaria llamada Michelle (Natasha Gregson Wagner) se detiene en una gasolinera. El dueño (Brad Dourif), de aspecto espeluznante, le insta a que salga del coche por un problema con su tarjeta de crédito. Michelle desconfía de la situación y escapa apresuradamente del lugar. De vuelta a su coche, se aleja de la gasolinera sin constatar que hay alguien en el asiento trasero. De repente, la figura de un extraño se alza sobre su asiento y la decapita.
Esa misma noche en su campus, Natalie Simon (Alicia Witt), la amiga de Michelle y sus amigos escuchan un viejo relato acerca de un edificio cercano clausurado hace 25 años. Fue debido a la "masacre de Stanley Hall", cuando un profesor de parapsicología se volvió loco y mató a seis estudiantes que vivían en la residencia universitaria. La historia es desacreditada por el periodista de la escuela, Paul Gardner (Jared Leto).
Para cuando Natalie se entera de la muerte de Michelle, otro de sus amigos, Damon Brooks (Joshua Jackson), le ofrece hablar y los dos conducen hasta el bosque. Allí Damon es atacado por el asesino, quien lo cuelga desde un árbol con una cuerda atada al auto. Cuando el asesino se acerca a Natalie, esta trata de arrollarlo, estrangulando a Damon en el proceso.
Descubriendo que los asesinatos de Damon y Michelle recuerdan leyendas urbanas, Natalie va a la biblioteca para aprender sobre las mismas. Mientras tanto, su compañerade cuarto gótica Tosh Guaneri (Danielle Harris) es atacada en su propio cuarto por el asesino. Cuando Natalie regresa a la habitación, escucha ruidos y presume que su compañera solo tiene actividad sexual, por lo que no prende las luces y se va a dormir. A la mañana siguiente, una sorprendida Natalie descubre el cadáver de Tosh y las palabras, "¿No estás feliz de no haber prendido las luces?" dibujadas en la pared.
Luego de intentar salvar a su amiga Brenda (Rebecca Gayheart) de un supuesto ataque del asesino en la piscina, Natalie le revela una historia de su pasado. Una noche Natalie y Michelle re-crearon una leyenda urbana; conduciendo un auto con las luces apagadas y eventualmente persiguiendo al primer conductor que las iluminó, causaron un accidente en el que el joven conductor murió.
Esa misma noche, el decano (John Neville) es atacado por el asesino en el estacionamiento de la universidad y muere tras quedar empalado en la cabeza con picos de seguridad del lugar. Poco después comienza aparecer evidencia que apunta que uno de los profesores de la universidad, el profesor Wexler (Robert Englund) es el asesino: la guardia de seguridad Reese Wilson (Loretta Devine) encuentra la oficina del Profesor Wexler vacía y cubierta de sangre. Mientras tantoi, Paul ha descubierto que la masacre en Stanley Hall de verdad pasó y Wexler fue el único sobreviviente.
El asesino continúa con sus crímenes contactando a otro de los univeritarios, Parker, quien recibe una llamada del asesino revelándole que metió a su perro en el microndas. Para cuando Parker confirma esto y ve los restos de su mascota, es atacado cuando va al baño a vomitar. Allí el asesino lo ata y lo obliga a tomar pop rocks y líquidos de baño (en vez de soda), matándolo. Más tarde, en la estación de radio, la conductora de la estación, Sasha (Tara Reid), es atacada por el asesino, quien la persigue por todo el lugar mientras sus oyentes la escuchan pidiendo ayuda. Natalie se apresura a ayudarla, pero no logra impedir que el asesino la mate con un hacha.
Huyendo de la estación, Natalie encuentra a Brenda y Paul (Jared Leto) y los tres se unen para conseguir ayuda. En el camino Paul convence a las chicas de que el asesino es Wexler. Cuando Paul se detiene en una gasolinería, Natalie y Brenda descubren el cadáver de Wexler en el auto y se asustan, creeyendo que Paul es el asesino. Natalie y Brenda se separan, Natalie llega a la carretera donde el conserje de la escuela (Julian Richings) la recoge. Cuando el conserje ilumina a un auto con sus luces apagadas, este voltea y comienza a perseguirlos. El auto del conserje se sale del camino pero Natalie sobrevive y llega a Stanley Hall. Allí escucha a Brenda gritando desde el interior. Cuando Natalie entra al edificio, descubre a Brenda aparentemente muerta sobre una cama. Mientras Natalie se lamenta, Brenda aprovecha la ocasión para dejarla inconsciente.
Al despertar, Natalie se encuentra atada y amordazada. El asesino aparece y se revela como nadie menos que Brenda. Esta confiesa que el joven muerto por la broma de Natalie y Michelle era su novio y ahora se está vengando matando a sus amigos de la misma forma que perdió a su pareja. Brenda entonces comienza a cortar el estomágo de Natalie queriedo evocar la leyenda urbana del "riñón robado", pero el proceso es detenido cuando Reese (Loretta Divine) aparece para salvar a Natalie. Brenda consigue herir gravemente a Reese con una pistola. De pronto Paul llega al edificio y trata de distraer a Brenda para ayudar a Natalie. Mientras Brenda considera si dispararle a Paul o Natalie, la herida Reese le dispara a Brenda en el codo. Mientras, Natalie se arma con la pistola y le dispara a Brenda, arrojándola por una ventana.
Natalie y Paul buscan ayuda. De pronto, Brenda aparece en el asiento trasero y los ataca con un hacha. Paul choca en el puente, ocasionando que Brenda atraviese el parabrisas y se desplome en el río debajo. Algún tiempo después, la historia de los asesinatos de Brenda comienza a ser contada a modo de leyenda urbana por otros universitarios. La mayor parte de los estudiantes creen que es una mentira pero una de ellos, sí la cree, tratándose de la propia Brenda quien, al tener la palabra, comenta que la historia está mal contada y se prepara para contar lo que de verdad pasó.

## Reparto
- Jared Leto como Paul Gardener.
- Alicia Witt como Natalie Simon.
- Rebecca Gayheart como Brenda Bates.
- Robert Englund como el profesor William Wexler.
- Joshua Jackson como Damon Brooks.
- Loretta Devine como Reese Wilson.
- Tara Reid como Sasha Thomas.
- Michael Rosenbaum como Parker Riley.
- Danielle Harris como Tosh Guaneri.
- John Neville como el decano Adams.
- Natasha Gregson Wagner como Michelle Mancini.
- Brad Dourif como Michael McDonnell.
- Julian Richings como Claude.
- Gord Martineau como David McAre.

## Recepción
El film recibió críticas predominantemente negativas, con una calificación de sólo 20% en Rotten Tomatoes basado en 51 comentarios con 10 positivas y 41 negativas, recibiendo un promedio de 4.3/10, y el consenso dice: "Elements of Scream reappear in a vastly inferior vehicle".

## Soundtrack

### Lista de canciones
| N.º | Título                         | Artista           | Duración |  |
| 1.  | «Tortured»                     | Annette Ducharme  | 4:43     |  |
| 2.  | «Condition»                    | Ruth Ruth         | 3:41     |  |
| 3.  | «The Only One»                 | Junkster          | 4:36     |  |
| 4.  | «Trying Not to Think About It» | Juliana Hatfield  | 3:01     |  |
| 5.  | «Love Rollercoaster»           | Ohio Players      | 4:47     |  |
| 6.  | «Urban Legend»                 | Christopher Young | 5:00     |  |
| 7.  | «Sex Advice with an Axe»       | Christopher Young | 10:00    |  |

Canciones adicionales
- "Save Yourself" por Stabbing Westward
- "Zoot Suit Riot" por Cherry Poppin' Daddies
- "Total Eclipse of the Heart" por Bonnie Tyler
- "Comin' Back" por The Crystal Method
- "Spookshow Baby" por Rob Zombie
- "Crop Circle" por Monster Magnet
- "I Don't Want to Wait" por Paula Cole
- "The End of Sugarman" por Roy Ayers
- "I Know God" por David Ivy